# Друштвено-политичке организације СФРЈ
Друштвено-политичке организације у Социјалистичкој Федеративној Републици Југославији (СФРЈ) биле су организације у које су се, на основу Устава СФРЈ, радни људи слободно организовали на класним социјалистичким основама и у којима су вршили своју политичку делатност, у складу с циљевима и задацима утврђеним њиховим програмом и статутом. Те организације су биле:

## Савез комуниста
Савез комуниста Југославије (СКЈ) — основан је 1919. под називом Социјалистичка радничка партија Југославије (комуниста), а 1920. мења назив у Комунистичка партија Југославије (КПЈ). Крајем 1920. његов рад је забрањен и до 1941. деловао је илегално. У периоду од 1941. до 1945. предводио је Народноослободилачки покрет и спровео социјалистичку револуцију у којој је дошао на власт. Године 1952. на свом Шестом конгресу променио је назив у Савез комуниста. У свом саставу има је шест републичких и две покрајинске организације, као и засебну организацију у ЈНА:
- Републичке организације:
  - Савез комуниста Босне и Херцеговине
  - Савез комуниста Македоније
  - Савез комуниста Србије
  - Савез комуниста Словеније
  - Савез комуниста Хрватске
  - Савез комуниста Црне Горе

- Покрајинске организације:
  - Савез комуниста Војводине
  - Савез комуниста Косова

- Организација у ЈНА:
  - Организација Савеза комуниста у ЈНА

## Социјалистички савез
Социјалистички савез радног народа Југославије (ССРНЈ) — настао је августа 1945. реорганизацијом Јединственог народноослободилачког фронта (ЈНОФ), организације која је настала у току Народноослободилаког рата, у Народни фронт Југославије. Обједињављо је рад свих политичких организација и био носилац организације рада на обнови земље, описмењавању становништва, испуњења петогодишњег плана и др. Фебруара 1953. на Четвртом конгресу преоменио је назив у Социјалистички савез радног народа и постао самостални демократски савез који се борио за „самоуправни социјализам”. Састојао се од шест републичких и две покрајинске организације.
- Републичке организације:
  - Социјалистички савез радног народа Босне и Херцеговине
  - Социјалистички савез радног народа Македоније
  - Социјалистички савез радног народа Србије
  - Социјалистички савез радног народа Словеније
  - Социјалистички савез радног народа Хрватске
  - Социјалистички савез радног народа Црне Горе

- Покрајинске организације:
  - Социјалистички савез радног народа Војводине
  - Социјалистички савез радног народа Косова

У оквиру Социјалистичког савеза од 1975. деловала је Конференција за друштвену активност жена (КДАЖ), која је до 1961. носила назив Савез женских друштава (СЖД), а настала је 1953. реограгнизацијом Антифашистичког фронта жена (АФЖ), организације настале у току Народноослободилаког рата 6. децембра 1942. године. Иамо је циљ да организује и укључи жене у борбу за ослобођење и ново друштвено уређење.

## Савез синдиката
- Савез синдиката Југославије (ССЈ) — настао је јануара 1945. године, када је у Југославији обновљена синдикална организација, под називом Јединствени синдикат радника и намештеника Југославије (ЈСРНЈ), а 1948. је променио назив у ССЈ. На челу синдиката налазило се Централно веће ССЈ, а поред њега је постојало још шест самосталних синдиката: Синдикат радника индустрије и рударства; Синдикат грађевинских радника; Синдикат радника пољопривреде, прехрамбене и дуванске индустрије; Синдикат радника услужних делатности; Синдикат радника саобраћаја и веза и Синдикат радника друштвених делатности.

- Републичке организације:
  - Савез синдиката Босне и Херцеговине
  - Савез синдиката Македоније
  - Савез синдиката Србије
  - Савез синдиката Словеније
  - Савез синдиката Хрватске
  - Савез синдиката Црне Горе

- Покрајинске организације:
  - Савез синдиката Војводине
  - Савез синдиката Косова

## Савез бораца
- Савез удружења бораца Народноослободилачког рата Југославије (СУБНОР) — основан је 30. септембра 1947. под називом Савез бораца Народноослободилачког рата и окупљао је све борце и учеснике Народноослободилачкe борбе. Године 1961. уједино се са Савезом ратних војних инвалида Југославије и Удружењем резервних официра и подофицира Југославије. Састојао се од шест републичких и две покрајинске организације.

- Републичке организације:
  - Савез удружења бораца Народноослободилачког рата Босне и Херцеговине
  - Савез удружења бораца Народноослободилачког рата Македоније
  - Савез удружења бораца Народноослободилачког рата Србије
  - Савез удружења бораца Народноослободилачког рата Словеније
  - Савез удружења бораца Народноослободилачког рата Хрватске
  - Савез удружења бораца Народноослободилачког рата Црне Горе

- Покрајинске организације:
  - Савез удружења бораца Народноослободилачког рата Војводине
  - Савез удружења бораца Народноослободилачког рата Косова

Од 1961. у оквиру Савеза бораца деловали су Савез резервних војних старешина Југославије (СРВСЈ) и Савез ратних војних инвалида Југославије (СРВИЈ).

## Социјалистичка омладина
- Савез социјалистичке омладине Југославије (ССОЈ) — настао је 1948. године уједињењем Уједињеног савеза антифашистичке омладине Југославије (УСАОЈ) и Савеза комунистичке омладине Југославије (СКОЈ) у једну јединствену организацију.

- Републичке организације:
  - Савез социјалистичке омладине Босне и Херцеговине
  - Савез социјалистичке омладине Македоније
  - Савез социјалистичке омладине Србије
  - Савез социјалистичке омладине Словеније
  - Савез социјалистичке омладине Хрватске
  - Савез социјалистичке омладине Црне Горе

- Покрајинске организације:
  - Савез социјалистичке омладине Војводине
  - Савез социјалистичке омладине Косова